# Jacob Arcadelt
Jacob Arcadelt nebo Jacques Arcadelt (asi 1507? – 4. října 1568) byl franko-vlámský renesanční hudební skladatel.

## Život
Velmi málo je známo o jeho původu a mládí. Na vlámský původ je usuzováno z pravopisu jeho jména. Mohl pocházet z blízkosti Lutychu nebo Namuru (dnes v Belgii). Ještě jako mladík se přestěhoval do Itálie. Koncem dvacátých let 16. století žil ve Florencii, a měl tedy příležitost se setkat s Philippem Verdelotem, který komponoval první madrigaly.
V roce 1538 nebo těsně před tímto rokem přišel do Říma, kde získal angažmá v papežském sboru baziliky svatého Petra. V roce 1539 je uváděn jako kapelník Juliovy kapely jistý Jacobus Flandrus. Nelze však s jistotou říci, že jde o Jacoba Arcadelta. O několik měsíců později se stal členem sboru Sixtinské kaple, kde měl titul „magister puerorum“. Téhož roku publikoval nejméně čtyři knihy svých madrigalů. První z těchto sbírek dosáhla 45 vydání a stala se tak nejčastěji vydávanou sbírkou madrigalů té doby.
Arcadelt zůstal v Římě jako zpěvák v Sixtinské kapli až do roku 1551 z krátkou přestávkou v roce 1547, kdy byl na návštěvě Francie. V této době, patrně v roce 1542, se seznámil s Michelangelem, ale Arcadeltovo zhudebnění dvou Michelangelových sonetů zůstalo bez odezvy, patrně proto, že (jak plyne z Michelangelových dopisů) sochař sám sebe považoval za nemuzikálního a neschopného ocenit Arcadelovo dílo. Zaplatil však skladateli kusem saténu vhodným pro ušití dubletu.
V roce 1551 Arcadelt opustil Itálii a vrátil se do Francie, kde pak prožil zbytek svého života. Za svého pobytu v Itálii složil přes 200 madrigalů. Ve Francii vstoupil v Lotrinsku do služeb kardinála Charlese de Guise. V roce 1557 publikoval sbírku mší dedikovanou svému novému zaměstnavateli. V této publikaci je zmiňován jako člen královské kapely, a tudíž musel sloužit jak králi Jindřichu II. (zemřel v roce 1559), tak jeho nástupcům Františku II. a Karlu IX.
François Rabelais zvěčnil Arcadelta v úvodu IV. dílu knihy Gargantua a Pantagruel, kde ho řadí mezi Clémenta Janequina a Claudina de Sermisy jako člena pěveckého sboru zpívajícího píseň, ve které se Priapos pyšní bohům na ostrově Olympus, jak defloroval svou nevěstu.

## Dílo

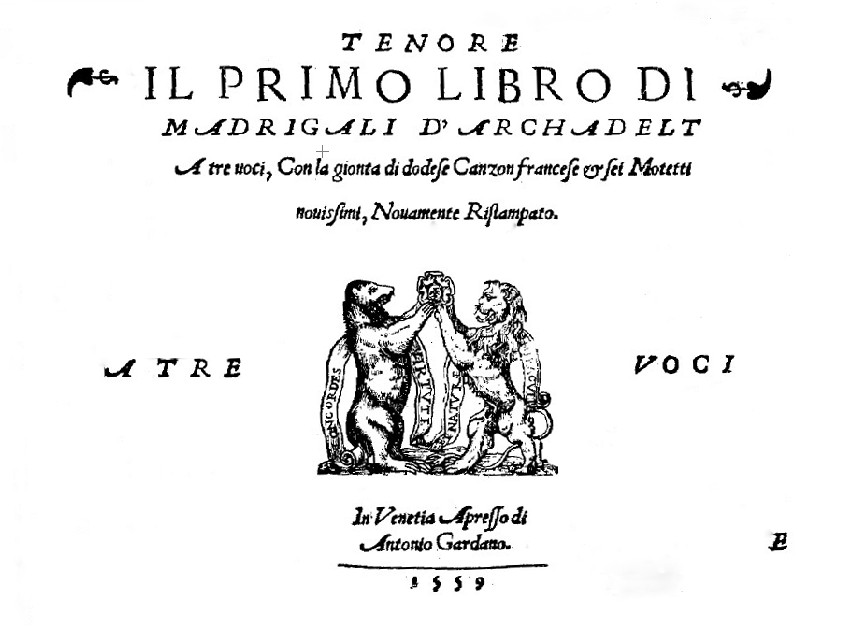
Titulní strana Arcadeltovy sbírky madrigalů Primo libro di Madrigali (vydání z roku 1559)

Během své dlouhé hudební kariéry Arcadelt komponoval jak hudbu náboženskou, tak i světskou. Zanechal celkem 24 motet, 125 francouzských šansonů, přibližně 250 madrigalů (u cca padesáti je autorství nejisté), tři mše, třikrát Nářek Jeremiášův a tři Magnificat. Mnoho dalších madrigalů přežívá anonymně v různých sbírkách.
Moderní edice souhrnného díla byla publikována v deseti svazcích v edici Corpus mensurabilis musicae. První svazek obsahuje mše, 2. až 9. svazek světské skladby. Moteta a zbývající duchovní skladby jsou obsahem svazku 10.
Následující seznam obsahuje originální publikace.

### Madrigaly
- Il primo libro di madrigali (pro čtyři hlasy; Benátky, 1539)
- Il secondo libro de madrigali (pro čtyři hlasy; Benátky, 1539)
- Il vero secondo libro di madrigali (pro čtyři hlasy; Benátky, 1539)
- Terzo libro de i madrigali novissimi (pro čtyři hlasy; Benátky, 1539)
- Il quarto libro di madrigali (pro čtyři hlasy; Benátky, 1539)
- Primo libro di madrigali (pro tři hlasy; Benátky, 1542)
- Il quinto libro di madrigali (pro čtyři hlasy; Benátky, 1544)

Řada dalších madrigalů je v obsažena v jiných sbírkách, resp. v rukopise (1537–1559)

### Šansony
- Quatorsiesme livre de chansons (4 až 6 hlasů; Paříž, 1561)
- Tiers livres de chansons (pro čtyři hlasy; Paříž, 1567)
- Quatrième livre de chansons (pro čtyři hlasy; Paříž, 1567)
- Cinquième livre de chansons (pro čtyři hlasy; Paříž, 1567)
- Sisième livre de chansons (4 ažn 5 hlasů; Paříž, 1569)
- Neuvième livre de chansons (4 až 6 hlasů; Paříž, 1569)

### Mše
- Missa tres (Paříž, 1557)

### Magnificat a žalmy
- Magnificat primi toni (pro šest hlasů; Paříž, 1557)
- Lamentationes Jeremiae i (pro čtyři hlasy; Paříž, 1557)
- Lamentationes Jeremiae ii (pro čtyři hlasy; Paříž, 1557)
- Lamentationes Jeremiae iii (pro čtyři hlasy; Paříž, 1557)

### Moteta a duchovní písně
- Řada jednotlivých skladeb byla publikována v letech 1532–1555. Moteta jsou psána na latinský text, duchovní písně francouzsky.